# Młodzianowo (Maków)
Pour les articles homonymes, voir Młodzianowo.
Młodzianowo (prononciation : [mwɔd͡ʑaˈnɔvɔ]) est un village polonais de la gmina de Płoniawy-Bramura dans le powiat de Maków de la voïvodie de Mazovie dans le centre-est de la Pologne.
Il se situe à environ 8 kilomètres au sud de Płoniawy-Bramura (siège de la gmina), 6 kilomètres au nord de Maków Mazowiecki (siège du powiat) et à 78 kilomètres au nord de Varsovie (capitale de la Pologne).
Le village possède une population de 246 habitants en 2004.

## Histoire
De 1975 à 1998, le village appartenait administrativement à la voïvodie d'Ostrołęka.